# Lotus bollei
Lotus bollei är en ärtväxtart som beskrevs av Konrad Hermann Christ. Lotus bollei ingår i släktet käringtänder, och familjen ärtväxter. Inga underarter finns listade i Catalogue of Life.